# San Cassiano (Apulien)
San Cassiano ist eine südostitalienische Gemeinde (comune) mit 1941 Einwohnern (Stand 31. Dezember 2023) in der Provinz Lecce in Apulien. Die Gemeinde liegt etwa 36 Kilometer südsüdöstlich von Lecce im südlichen Salento. San Cassiano gehört zur Unione dei Comuni delle Terre di Mezzo.

## Geschichte
Als die Sarazenen 1033 die Stadt Muro Leccese zerstörten, entstand die Siedlung San Cassiano. An der Stelle des Refugiums bestand allerdings schon im 9. und 10. Jahrhundert eine heilige Stätte.
Die Gemeinde entstand 1975, nachdem sie lange Teil der heutigen Nachbargemeinden Botrugno und Nociglia gewesen war.

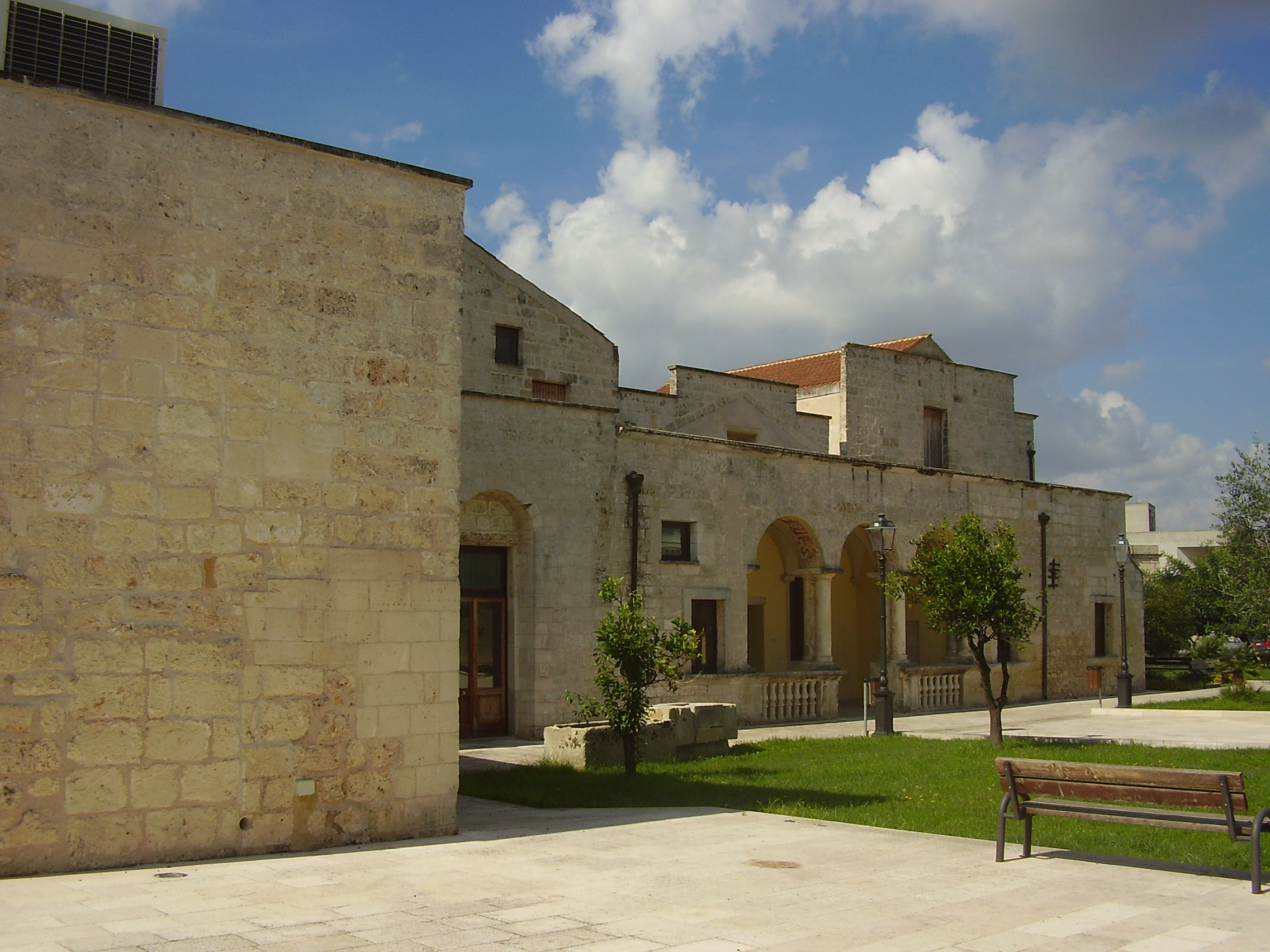
Palast in San Cassiano

## Verkehr
Durch die Gemeinde führt die Strada Statale 275 di Santa Maria di Leuca von Maglie nach Castrignano del Capo.